# Paolo Moretti (presbitero)
Paolo Moretti (1759 – Stoccolma, 1804) è stato un presbitero italiano.

## Biografia
Padre Paolo Moretti nacque nel 1759.
Nel 1791 la Santa Sede lo inviò come missionario a Stoccolma. Aveva venticinque anni in meno di Rafael d'Ossery e fin dall'inizio ci fu un conflitto tra loro riguardo ai metodi per evangelizzare gli svedesi e su questioni organizzative e amministrative. Il più controverso dibattito riguardò la lingua in cui venivano tenuti i sermoni, tra cui l'italiano, il francese e il tedesco. Nel frattempo, il numero di credenti in Svezia diminuì.
Dal 1795 al 1804 fu vicario apostolico di Svezia senza dignità episcopale. Si recò a Roma tre volte per chiedere alla Curia romana dei finanziamenti per la missione. Il suo più grande successo fu quello di convincere il re Gustavo IV Adolfo a pubblicare il catechismo della Chiesa cattolica con fondi dello Stato.
Morì a Stoccolma nel 1804 all'età di 45 anni.